# Колвин, Деллмус
Деллмус Чарльз Колвин (англ. Dellmus Charles Colvin; родился 3 августа 1959 года) — американский серийный убийца, совершивший серию из как минимум 7 убийств девушек и женщин, занимающихся проституцией на территории штатов Нью-Джерси и Огайо в период с 1987 по 2005 годы. Причастность Колвина к совершению убийств была доказана на основании результатов ДНК-экспертизы. После осуждения Деллмус Колвин категорически отрицал свою причастность к совершению других убийств, в совершении которых он был подозреваемым, но в сентябре 2020 года по неустановленным причинам он заявил, что в период с 1983  по 2005 годы совершил 52 убийства

## Биография
Деллмус Колвин родился 3 августа 1959 года. Вырос в сельской местности города Акрон, штат Огайо. Детство и юность Колвин провел в социально-благополучной обстановке. В подростковые годы он вступил в социальный конфликт с матерью, однако в проявлении агрессивного поведения замечен не был. В школьные годы Колвин выступал за школьные команды по американскому футболу и греко-римской борьбе. После окончания школы Деллмус освоил профессию водителя, после чего работал водителем такси в Атлантик-Сити и в его различных пригородах. В середине 1980-х Делмус начал проявлять признаки антисоциальности, вследствие чего имел проблемы с коммуникабельностью. Он не был популярен в округе, благодаря чему начал вести маргинальный образ жизни и проводил много времени в обществе проституток. В конце 1980-х Колвин переехал на территорию штата Огайо, где в разные годы проживал на территории городов Свэнтон, Лайма, Ориент и Толедо. В 1989 году, на территории округа Саммит он был арестован по обвинению в нападении и по обвинению в незаконном хранении оружия. Колвин был осужден и получил в качестве наказания 15 лет лишения свободы. В 1992 году он получил условно-досрочное освобождение и вышел на свободу, однако был возвращен в тюрьму в июле 1993 года за нарушение условно-досрочного освобождения. В 1996 году Делмус Колвин снова оказался на свободе и переехал в город Толедо, где вскоре нашел работу водителя-дальнобойщика. В последующие годы он был замечен в проявлении повышенной импульсивности проявлении насилия по отношению к женщинам. В апреле 2004 года он был арестован, после того как в полицию обратилась женщина и заявила, что Колвин посадил ее в свой грузовик на одной из стоянок грузовых автомобилей и совершил на нее нападение, в ходе которого ограбил ее, избил и совершил попытку изнасилования, во время которой жертве удалось сбежать. В ходе расследования у Деллмуса Колвина был взят образец крови и слюны для ДНК-тестирования с целью установить его причастность к совершению преступлений.

## Разоблачение
В ноябре 2005 года на основании результатов ДНК-анализа Деллмусу Колвину были предъявлены обвинения в совершении убийств двух проституток - 33-летней Джеки Симпсон и 37-летней Мелиссы Уэбер, которые были найдены убитыми 16 апреля и 9 мая 2003 года соответственно. Кроме этого ему было предъявлено обвинение в изнасиловании женщины, которое он также совершил в 2003 году на территории города Толедо. В сентябре 2006 года Колвин предстал перед судом по обвинению в этих убийствах. В ходе судебного процесса представители прокуратуры округа Лукас, которые подозревали Колвина в совершении других убийств на территории штата Огайо во время работы им водителем-дальнобойщиком, предложили ему принять соглашение о признании вины в обмен на отмену смертного приговора в отношении самого себя. Деллмус Колвин на основании условий соглашения признал себя виновным в убийстве Симпсон, Мелиссы Уэбер, а также в совершении убийств еще трех проституток. Согласно его показаниям в январе 2000 года он заманил в свой грузовик 38-летнюю Валери Джонс, которую задушил, после чего сбросил ее труп в воды озера Эри на территории округа Оттава. В сентябре того же года он также заманил в салон своего грузовика 42-летнюю Жаклин Томас, после чего совершил в отношении ее действия сексуального характера и убил. Ее тело было найдено 2 сентября 2000 года на территории округа Монро. В апреле 2005 года он совершил убийство 43-летней Лилли Саммерс, которой он ранее предложил материальное вознаграждение за оказание сексуальных услуг. Все убитые женщины занимались проституцией и страдали наркотической зависимостью.
3 октября 2006 года Деллмус Колвин неожиданно признался в совершении еще одного убийства. Он признал свою причастность к совершению убийства 40-летней Доротеи Ветцель, которая была обнаружена убитой 5 августа 2000 года на берегу реки Моми в южной части Толедо. На допросе Колвин заявил, что мотивом убийств послужила мизогиния, причиной которой стали его сексуальные комплексы и комплекс неполноценности. В октябре того же года он на основании условий соглашения о признании вины получил в качестве наказания несколько сроков в виде пожизненного лишения свободы
В июне 2010 года Колвину были предъявлены обвинения в совершении убийства 27-летней Донны Ли Уайт, которая была убита 15 сентября 1987 года в городе Атлантик-Сити. Деллмус был экстрадирован в штат Нью-Джерси, где в апреле 2011 года предстал перед судом. В ходе судебного процесса Колвин признал себя виновным в убийстве Уайт. В его изложении следовало, что он познакомился с Донной Уайт в период работы водителем такси, после чего сделал девушке предложение посетить его квартиру для совместного распития спиртных напитков и занятия сексом за материальное вознаграждение, которое она приняла. Колвин заявил, что через несколько часов после того, как Уайт оказалась в его апартаментах, она сделала себе инъекцию наркотических веществ, после чего потеряла сознание от передозировки. Однако вместо оказания помощи Колвин задушил Донну Уайт с помощью полиэтиленового пакета, после чего сбросил ее труп на окраине города.
На основании его показаний, а апреле 2011 года, Деллмус Колвин был признан виновным в убийстве Донны Ли Уайт и получил в качестве наказания дополнительные 30 лет лишения свободы.
В сентябре 2020 года Деллмус Колвин во время телефонного разговора с криминальным профилером Филом Челмерсом заявил, что в период с 1983 года по 2005 год совершил убийство 52 девушек и женщин. В подтверждение своих слов Колвин поведал детали убийства проститутки, которое он совершил в 2005 году на территории округа Ла-Салл недалеко от города Оттава (штат Иллинойс). Согласно его показаниям, после совершения убийства, он сбросил тело жертвы в заброшенном здании, расположенном на территории небольшого города Перу. После заявления Колвина Шерифом округа Ла-Салл был санкционирован поиск в указанном им месте сброса тела жертвы, в результате которого сотрудниками правоохранительных органов были найдены две кости, предположительно принадлежащие скелету женщины, которые впоследствии были доставлены судебному антропологу с целью идентификации